# 구로히메역
구로히메역(일본어: 黒姫駅)은 일본 나가노현 가미미노치군 시나노정에 있는 시나노 철도 기타시나노 선의 철도역이다.

## 승강장
단선 승강장 1면과 섬식 승강장 1면 2선의 구조를 지닌 지상역이다.

### 타는 곳
| 1 | ■ 기타시나노 선 | (상행) | 도요노 · 나가노 방면     |
| 2 | ■ 기타시나노 선 | (하행) | 묘코코겐 방면(일부 열차) |
| 3 | ■ 기타시나노 선 | (하행) | 묘코코겐 방면            |

## 이용 현황
| 연도     | 이용 현황 |
| 2010년도 | 418명     |
| -------- | --------- |

## 역 주변
- 시나노 정청
- 하치주니 은행 시나노마치 지점
- 아라이 신용금고 구로히메 지점
- 노지리 호

## 역사
- 1888년 5월 1일 : 가시와바라역(일본어: 柏原駅)으로서 개업.
- 1968년 10월 1일 : 구로히메역으로 개칭.
- 1987년 4월 1일 : 민영화에 의해, 동일본 여객철도로 이관.
- 2015년 3월 14일 호쿠리쿠 신칸센의 연장 개통에 따라, 시나노 철도로 이관.

## 인접 정차역
| 시나노 철도 ■ 기타시나노 선 | 시나노 철도 ■ 기타시나노 선 | 시나노 철도 ■ 기타시나노 선 |
| --------------------------- | --------------------------- | --------------------------- |
| 후루마 나가노 방면          |                             | 묘코코겐 방면               |